# Route régionale 63 (Norvège)
Pour les articles homonymes, voir Route nationale 63.
La route régionale 63 (en norvégien : Fylkesvei 63, abrégé Fv63) relie les villes norvégiennes d'Åndalsnes avec Langevatn.

## Description
Sa longueur totale est de 103,6 km, dont 101 km dans le comté de Møre og Romsdal et 2,6 km dans le comté d'Oppland. Elle fait notamment partie de la E136.

## Tracé
| Km | Villes    | Carte interactive |
| -- | --------- | ----------------- |
|    | Åndalsnes |                   |
|    | Rauma     |                   |
|    | Sylte     |                   |
|    | Norddal   |                   |
|    | Eidsdal   |                   |
|    | Stranda   |                   |
|    | Skjåk     |                   |
|    | Langevatn |                   |

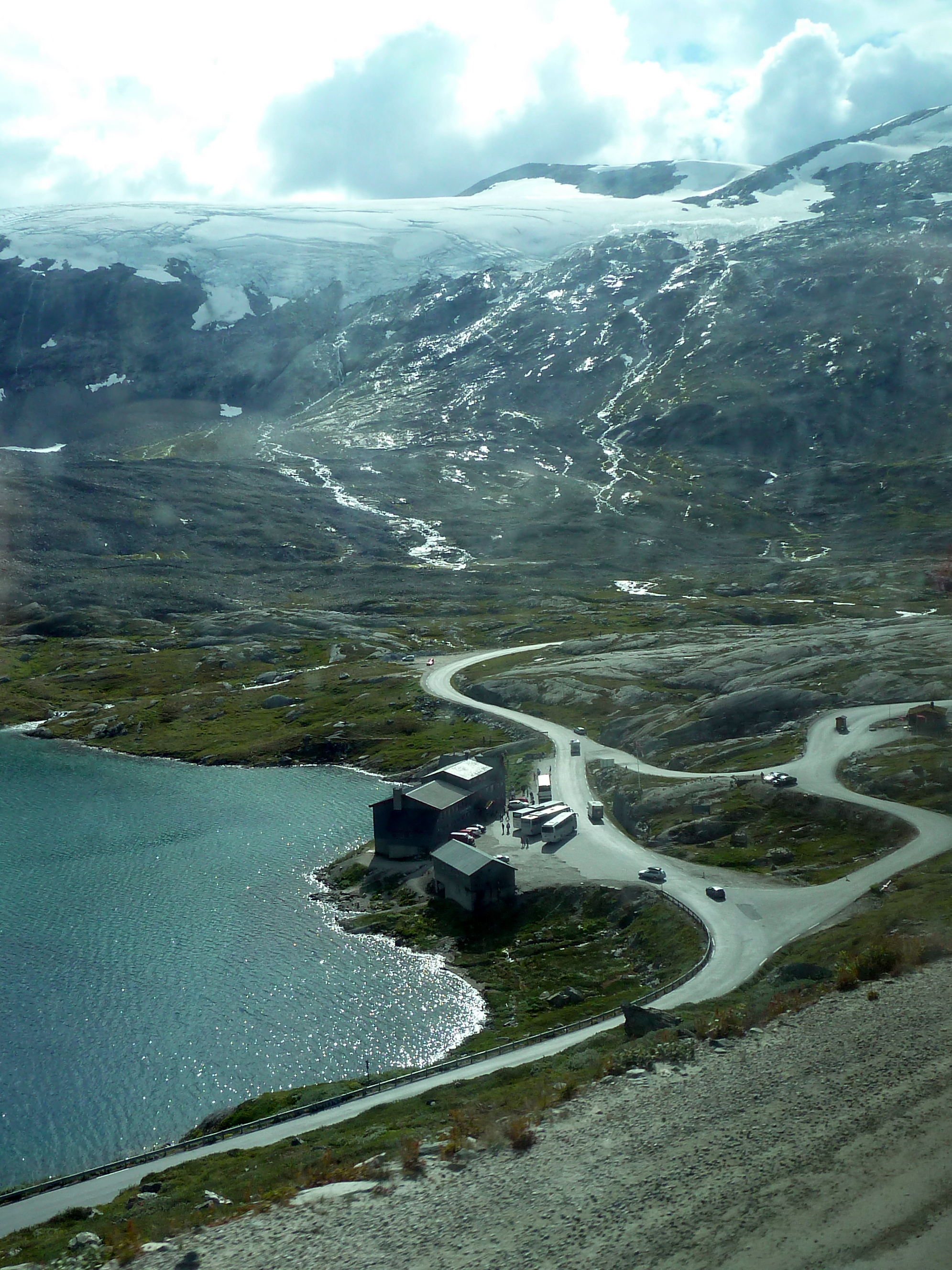
Le lac Djupvatnetsee.
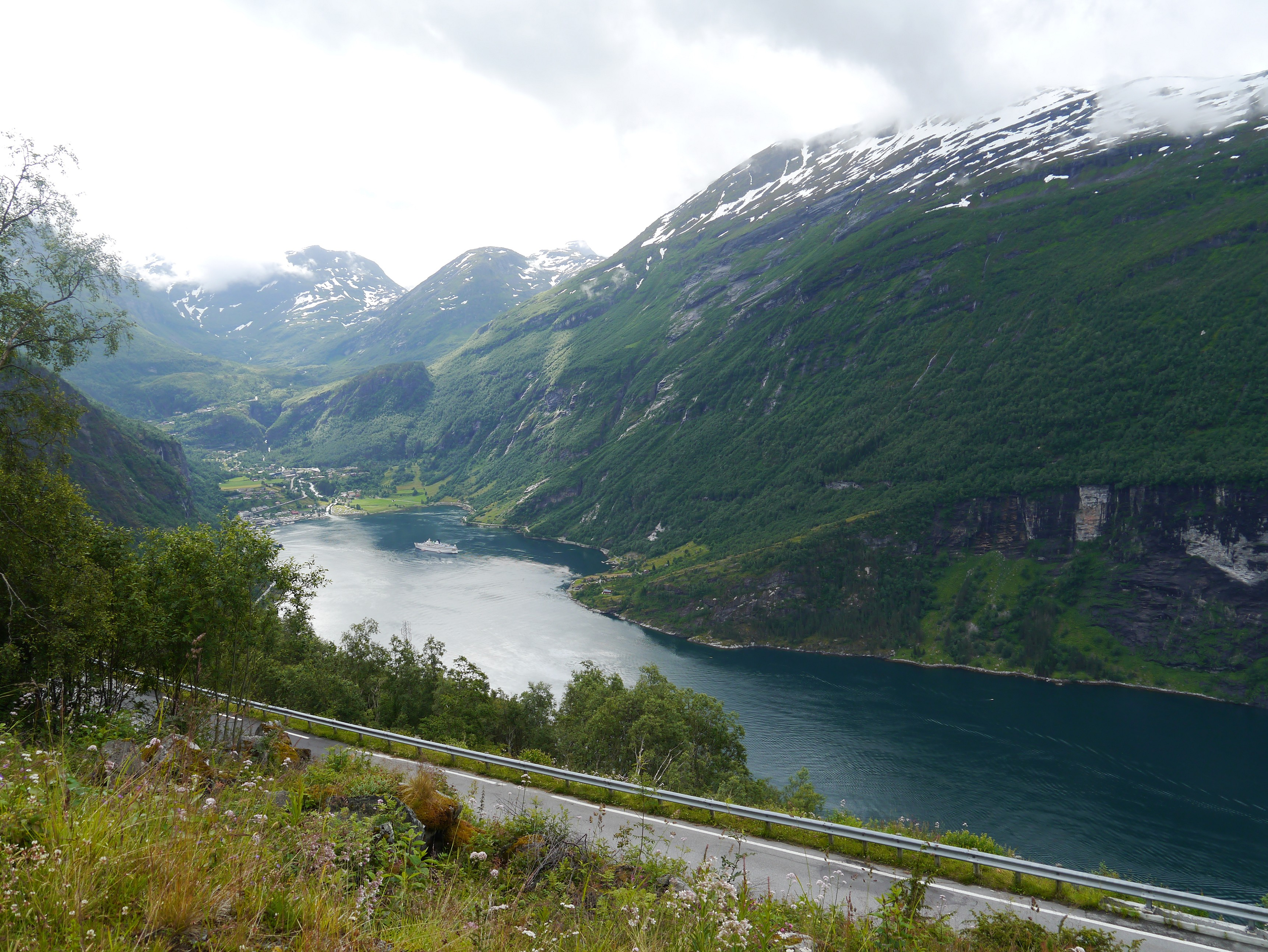
La route 63 et le Geirangerfjord.
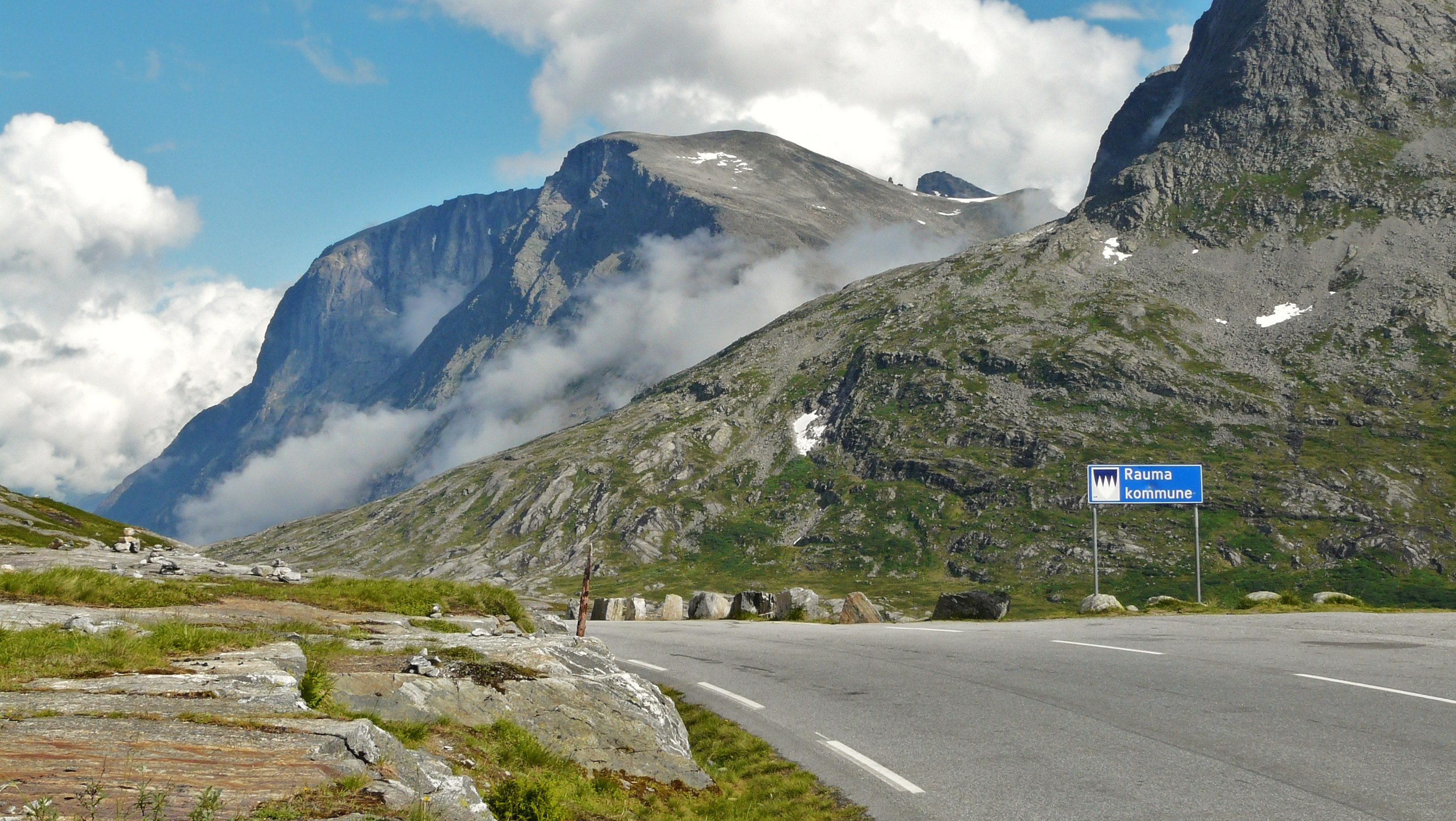
La route 63 à la frontière avec la municipalité de Rauma.